# Ulica Grunwaldzka w Żywcu

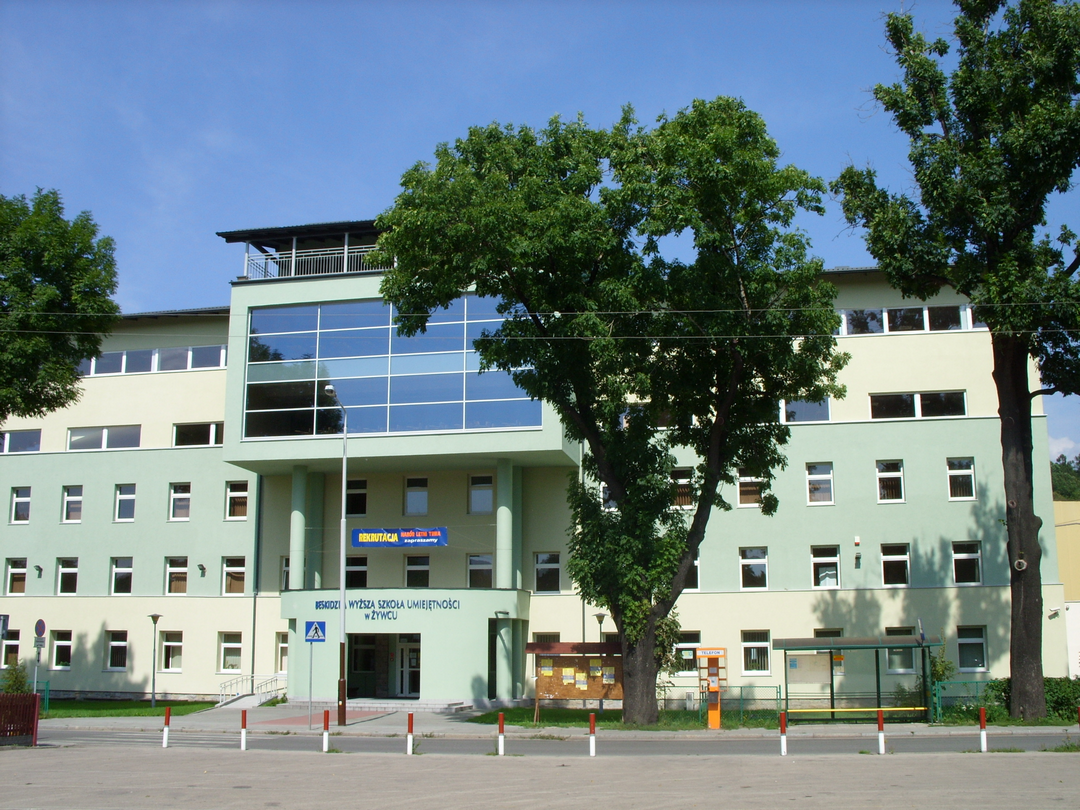
Beskidzka Wyższa Szkoła Umiejętności, przy ul. Grunwaldzkiej 5

Ulica Grunwaldzka – ulica w Żywcu, w dzielnicy Sporysz. Biegnie od skrzyżowania z ul. Klonową i Folwark do połączenia z ul. Kopernika
Na całej długości ulica ma status drogi powiatowej.
Stanowi główną arterię komunikacyjną północnej części dzielnicy Sporysz, stanowi także trasę alternatywną do drogi wojewódzkiej 945.

## Najważniejsze obiekty
Przy ulicy położony są obiekty takie jak:
- Zespół Szkół Samochodowych (ul. Grunwaldzka 10)
- Dworzec kolejowy Żywiec-Sporysz
- Beskidzka Wyższa Szkoła Umiejętności (ul. Grunwaldzka 5)
- Żywiecka Fabryka Śrub "Śrubena" (ul. Grunwaldzka 5)
- Przedszkole nr 8 (ul. Grunwaldzka 17)
- Urząd Pocztowy (ul. Grunwaldzka 21)

## Komunikacja
Ulicą kursują autobusy komunikacji miejskiej linii 1, 5, 6, 9, 10, 12 i 15 zatrzymujące się na czterech przystankach. Naprzeciwko Beskidzkiej Wyższej Szkoły Umiejętności znajduje się pętla autobusowa Fabryka Śrub - BWSU.
Położona jest tu też stacja kolejowa Żywiec-Sporysz, z której kursują pociągi umożliwiające dojazd do miejscowości takich jak Sucha Beskidzka czy Jeleśnia oraz do dworca głównego.